# Atli Eðvaldsson
Atli Eðvaldsson (* 3. März 1957 in Reykjavík; † 2. September 2019) war ein isländischer Fußballspieler und -trainer.

## Karriere

### Als Spieler
Für die deutschen Vereine Borussia Dortmund, Bayer 05 Uerdingen und Fortuna Düsseldorf bestritt Atli Eðvaldsson insgesamt 224 Bundesligaspiele als Stürmer und erzielte dabei 59 Tore. Er absolvierte 70 Länderspiele für die isländische Nationalmannschaft.
Am 6. Juni 1983 gelang Atli beim Spiel von Fortuna Düsseldorf gegen Eintracht Frankfurt als erstem isländischen Fußballspieler ein Hattrick in der Bundesliga (Tore zum 3:0 in der 3., 10. und 36. Minute). Später erzielte er auch noch die Tore zum 4:1 (54. Minute) und 5:1-Endstand (82. Minute). Damit war er der erste Ausländer in der Fußball-Bundesliga, der fünf Tore in einem Spiel schoss.
Beim Auswärtsspiel bei Eintracht Frankfurt in der Bundesliga am 20. Februar 1988 hatte der Uerdinger Zeugwart lediglich die rot-blauen Trikots nach Frankfurt mitgenommen, bei denen Schiedsrichter Wolf-Günter Wiesel jedoch die zu starke optische Ähnlichkeit zu den Frankfurter Trikots monierte. Anschließend bestritt der Klub das Ligaspiel in den schnell aus der nahegelegenen DFB-Zentrale organisierten Jerseys der deutschen Nationalmannschaft – damit sind Atli Eðvaldsson und der schwedische Mannschaftskamerad Robert Prytz wohl die einzigen Ausländer, die ein Pflichtspiel im deutschen Nationaltrikot bestritten haben.

### Als Trainer
Von 1995 bis 1999 war Atli Eðvaldsson Trainer der isländischen U-21, von 1999 bis 2003 trainierte er die isländische A-Nationalmannschaft.

## Familie
Atli Eðvaldsson hatte vier Kinder, zwei Mädchen und zwei Jungen. Seine Tochter Sif Atladóttir ist isländische Nationalspielerin, sein Sohn Emil Atlason schloss sich 2015 kurzzeitig dem Drittligisten Preußen Münster an. Sein sieben Jahre älterer Bruder Jóhannes Eðvaldsson spielte unter anderem für Celtic Glasgow.
Atli war Sohn des als Polizeichef von Tallinn vermutlich in Kriegsverbrechen verwickelten Evald Mikson, der in den 1930er Jahren mehrmals für die estnische Nationalmannschaft als Torhüter aufgelaufen war.
Am 2. September 2019 starb Atli Eðvaldsson infolge einer Krebserkrankung.